# کمال‌الدین زملکانی
به نام و نسب دقّت شود، برجستگان دیگری با شهرت زملکانی زیسته‌اند.
کمال‌الدین عبدالواحد زَملَکانی (؟ - ۱۲۵۳م) (نسب: عبدالواحد بن عبدالکریم بن خلف بن نَبهان انصاری دمشقی) نویسنده، ادیب، شاعر، قاضی و فقیه شافعی شامی در سدهٔ هفتم هجری بود.

## زندگی
نسب کامل او «کمال‌الدین ابوالمکارم عبدالواحد بن خطیب عبدالکریم بن خلف بن نَبهان انصاری دمشقی زملکانی» ذکر شده‌است. زادهٔ روستای زملکان/زملکا در غوطهٔ دمشق است. کمال‌الدین به قضاوت صرخد رسید، مدتی در بعلبک به تدریس پرداخت. درگذشتش در مارس ۱۲۵۳/ محرم ۶۵۱ بود.

## آثار
- التِبیان فی علم البیان المُطلِع علی إعجاز القرآن: در سال ۶۳۷ آن را برپایهٔ دلائل الاعجاز از عبدالقاهر جرجانی نگاشت. این اثرش، آرایه‌های علم بیان دارد و دیدگاهش شخصی‌اش را پس از فصلی عنوان‌دار ذکر کرده‌است.[۱]
- المفید فی إعراب القرآن المجید: المجید
- البرهان الکاشف عن اعجاز القرآن
- المنهج المفید فی أحکام التوحید
- عُجالة الراکب فی ذکر أشرف المناقب
- المفضّل علی المفضل